# V. P. Kalairajan
V. P. Kalairajan (tamil: வி. பி. கலைராஜன்) (født 15. juni 1961 i Orathanadu) er en indisk politiker, der var medlem af den 13. tamilske lovgivende Nadu forsamling og den 14. tamilske lovgivende Nadu forsamling fra Theagaraya Nagar i valgkredsen Chennai. Han var repræsentant for All India Anna Dravida Munnetra Kazhagam-partiet (AIDADMK), nu er han medlem af partiet Dravida Munnetra Kazhagam (DMK). Han er uddannet advokat, er gift og har 2 børn.